# Бротероде
Бротероде (њем. Brotterode) град је у њемачкој савезној држави Тирингија. Једно је од 65 општинских средишта округа Шмалкалден-Мајнинген. Према процјени из 2010. у граду је живјело 2.842 становника. Посједује регионалну шифру (AGS) 16066014.

## Географски и демографски подаци
Бротероде се налази у савезној држави Тирингија у округу Шмалкалден-Мајнинген. Град се налази на надморској висини од 595 метара. Површина општине износи 23,8 km². У самом граду је, према процјени из 2010. године, живјело 2.842 становника. Просјечна густина становништва износи 119 становника/km².

## Међународна сарадња
| Мјесто | Држава    | Врста сарадње | Од    |
| ------ | --------- | ------------- | ----- |
|        | Француска | партнерство   | 1993. |
| Извор  |           |               |       |